# Zhang Guozheng
Zhang Guozheng (cinese semplificato: 张国政; cinese tradizionale: 張國政; pinyin: Zhāng Guózhèng) (Contea di Xianyou, 17 settembre 1974) è un ex sollevatore cinese.
Ha gareggiato nella categoria dei pesi leggeri (fino a 69 kg). Ha partecipato a due edizioni dei Giochi Olimpici ed è stato campione olimpico, mondiale ed asiatico e detentore di record mondiale.

## Carriera
Nel 1999 Zhang Guozheng è entrato a far parte della squadra nazionale cinese di sollevamento pesi, gareggiando ai campionati asiatici di Wuhan e vincendo la medaglia d'argento con 340 kg nel totale. L'anno seguente si è classificato al quarto posto ai Giochi olimpici di Sydney 2000 con 337,5 kg nel totale.
Il 3 ottobre 2002, ai Giochi asiatici di Busan, ha vinto la medaglia d'oro con 345 kg nel totale. Dopo poco più di un mese, ha vinto la medaglia d'oro anche ai campionati mondiali di Varsavia con 347,5 kg nel totale.
Gli stessi risultati li ha ottenuti l'anno seguente: a settembre ha vinto la medaglia d'oro ai campionati asiatici di Qinhuangdao con 352,5 kg nel totale, e nel mese di novembre ha vinto la medaglia d'oro ai campionati mondiali di Vancouver con 345 kg nel totale, battendo il sudcoreano Lee Bae-young (340 kg) e l'azero Turan Mirzəyev (327,5 kg).
Nel 2004 Zhang Guozheng ha vinto la medaglia d'oro ai Giochi olimpici di Atene con 347,5 kg nel totale, battendo Lee Bae-young (342,5 kg) ed il bulgaro-croato Nikolaj Pešalov (337,5 kg).
Assente ai campionati mondiali del 2005 e del 2006, il 3 dicembre 2006, ai XV Giochi asiatici di Doha, ha vinto la medaglia d'oro con 336 kg nel totale.
Nel 2007 a Chiang Mai si è ripresentato ai Campionati mondiali, vincendo per la terza volta la medaglia d'oro con 347 kg nel totale.
Nonostante questo successo, il 26 luglio 2008, a 13 giorni dall'apertura dei Giochi olimpici di Pechino, il Comitato Olimpico Nazionale Cinese ha annunciato la lista degli atleti per i Giochi olimpici di Pechino 2008. Zhang Guozheng non era nell'elenco e in seguito ha annunciato il suo ritiro dall'attività agonistica, nel corso della quale ha anche stabilito un record del mondo nella prova di slancio.
Nel 2014, Zhang Guozheng è tornato nella squadra nazionale in veste di vice capo allenatore di sollevamento pesi del settore maschile.